# Ferrovia Fukui
La Ferrovia Fukui (福井鉄道?, Fukui Tetsudō), chiamata anche Fukutetsu (福鉄?), è una società giapponese di trasporto passeggeri, con sede a Echizen, che gestisce la rete di tram e autobus nella prefettura di Fukui.

## Storia
L'azienda è stata fondata il 1º agosto 1945, dalla fusione tra la Fukui Electric Railway e Sabura Electric Railway. Nel settembre del 1963 il 33,36% della Ferrovia Fukui viene acquisito dalla Ferrovie Nagoya (Meitetsu Group). Il 20 luglio 1988 inizia il servizio di autobus autostradali tra Fukui e Nagoya, un anno dopo inizia il servizio di autobus autostradali notturni tra Fukui e Tokyo.
Il 29 dicembre 2008 la Ferrovie Meitetsu trasferisce la sua quota del 33,36% della Ferrovia Fukui alle municipalità locali. A marzo 2016 inizia il servizio ferroviario diretto tra la Ferrovia Fukui e la Ferrovie dell'Echizen. Il 25 febbraio 2023 il nome della stazione per il capolinea meridionale della linea Fukubu è stato cambiato da Echizen-Takefu a Takefu-Shin, dato che il nome "Echizen-Takefu" era utilizzato per la nuova stazione vicina sull'estensione dell'Hokuriku Shinkansen a Tsuruga.

## Linee ferroviarie
La compagnia gestisce la linea Fukubu del tram di Fukui.
- Linea Fukubu (福武線?): Takefu-shin - Fukui - Tawaramachi (21,4 km, 24 stazioni)

## Materiale rotabile
Sulla linea Fukubu, nell'aprile 2006, i veicoli operativi sono stati sostituiti con veicoli tipo tram acquistati dalla Ferrovie Meitetsu, ma nel 2013 l'azienda ha introdotto un veicolo a pianale ribassato (tipo tram), l'F1000; questo veicolo dal design unico è soprannominato "FUKURAM".
- Serie F2000 FUKURAM Liner - 1 treno, in servizio dal 27 marzo 2023
- Serie F1000 FUKURAM - 4 treni (tutti a pianale ribassato)
- Serie 880 - 5 treni, ex linea Minomachi / ex linea Tagami della ferrovia di Nagoya.
- Serie 770 - 4 treni, ex tram di Gifu della ferrovia di Nagoya e ex linea Ibi.
- Serie F10 RETRAM - 1 treno, ex tram di Stoccarda → Ferrovia elettrica di Tosa Serie 735
- Serie 200 - 1 treno, fuori produzione dal 2019. Preservato dal 2023.

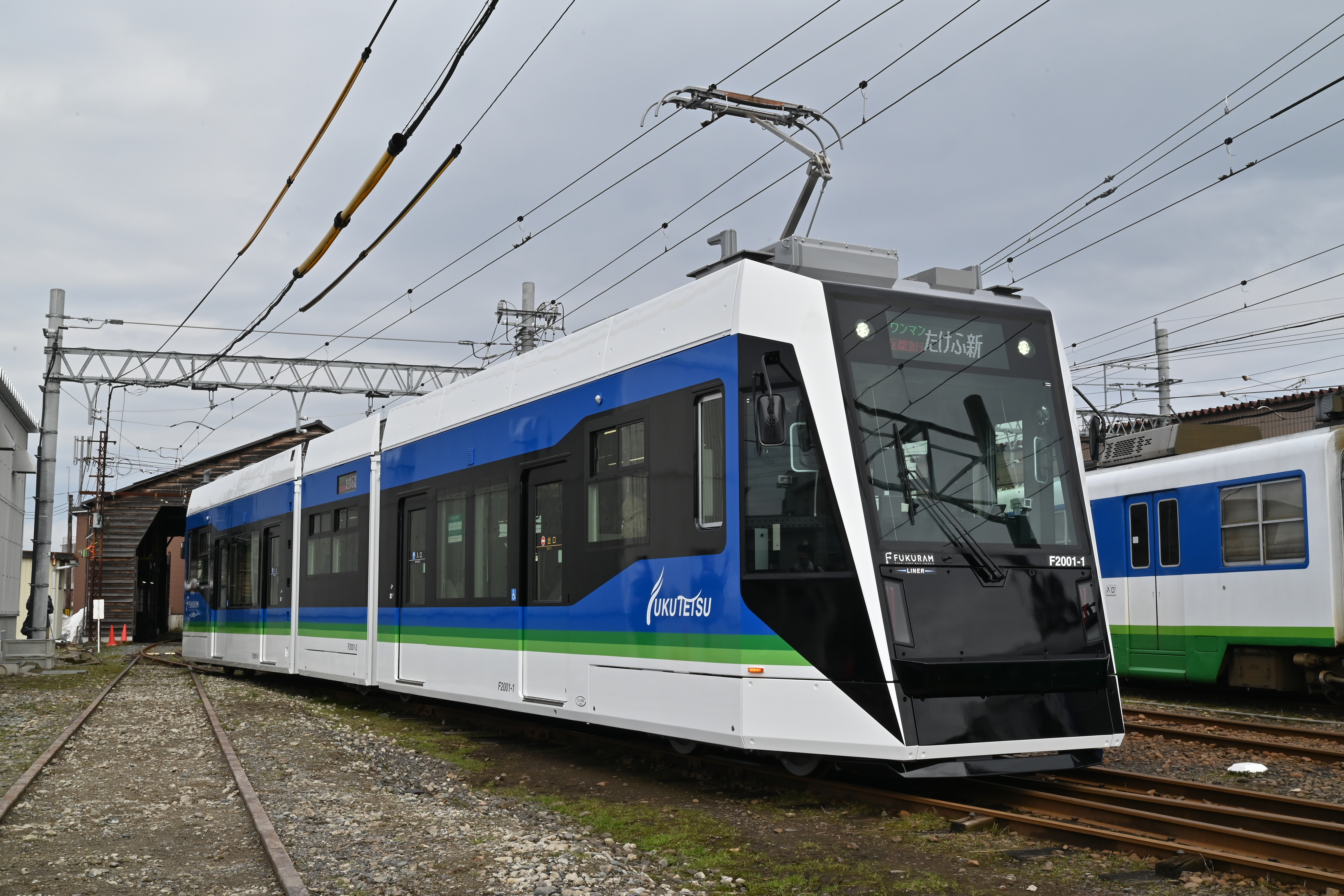
F2000（F2001）
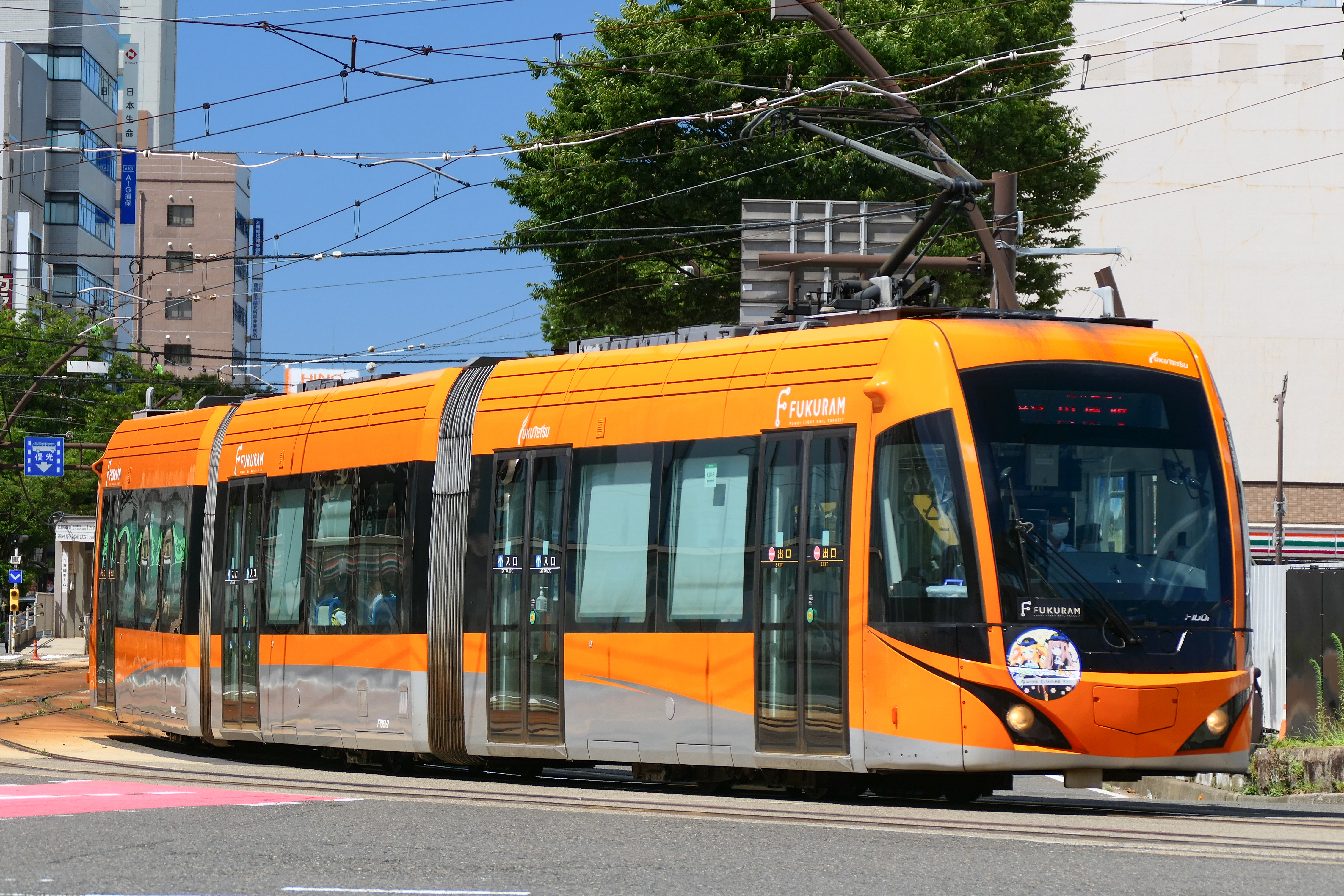
F1000（F1001）
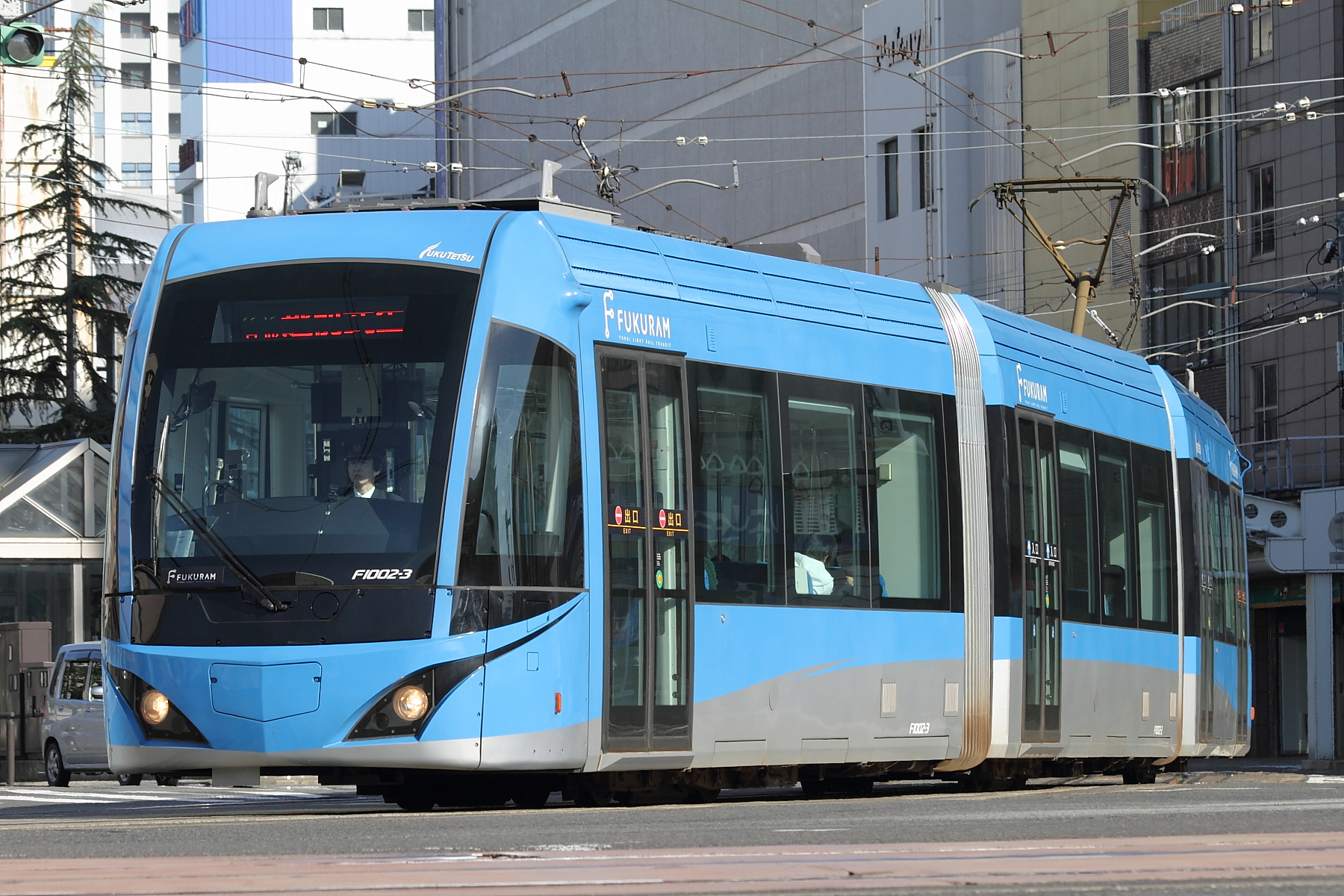
F1000（F1002）
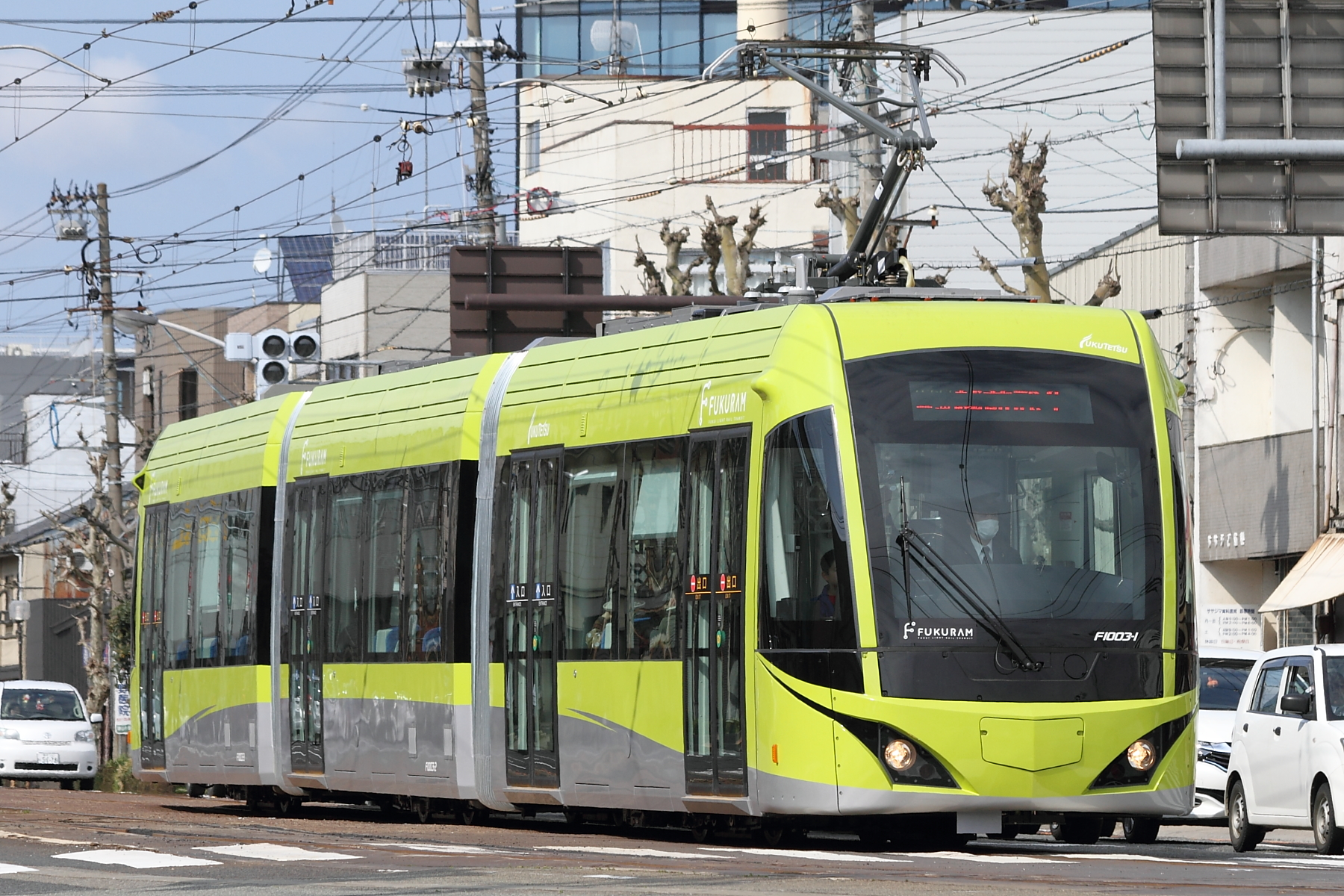
F1000（F1003）
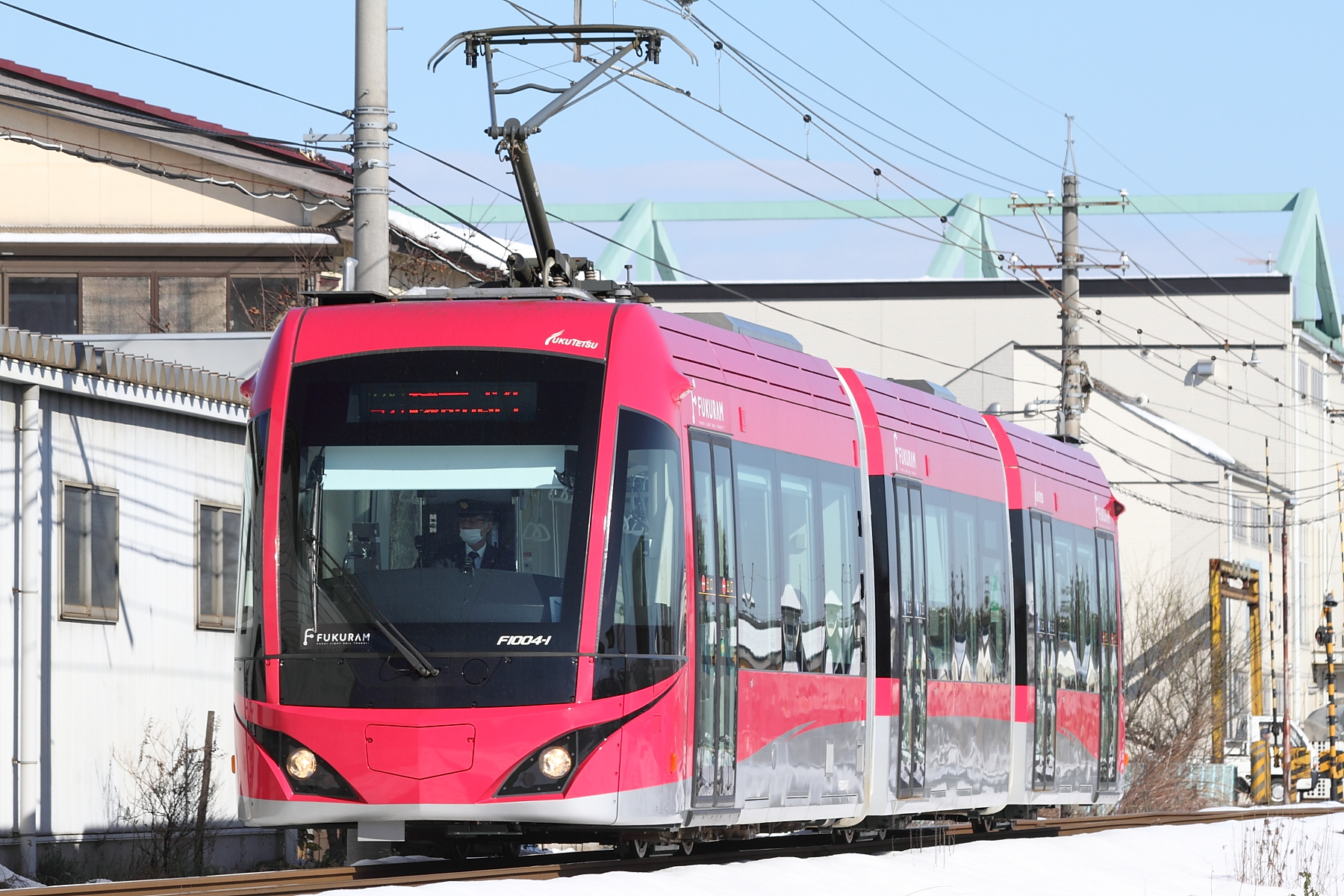
F1000（F1004）
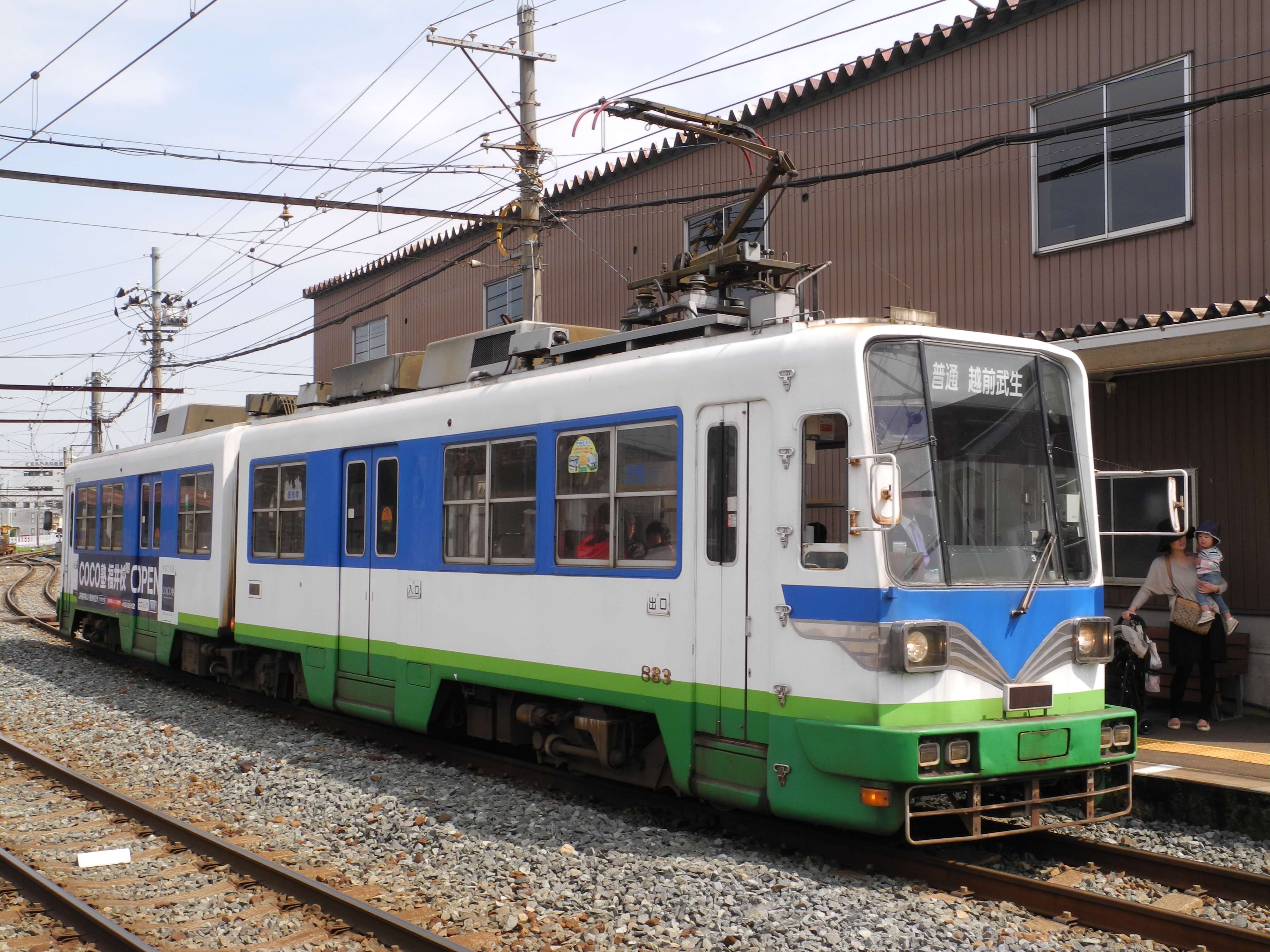
880
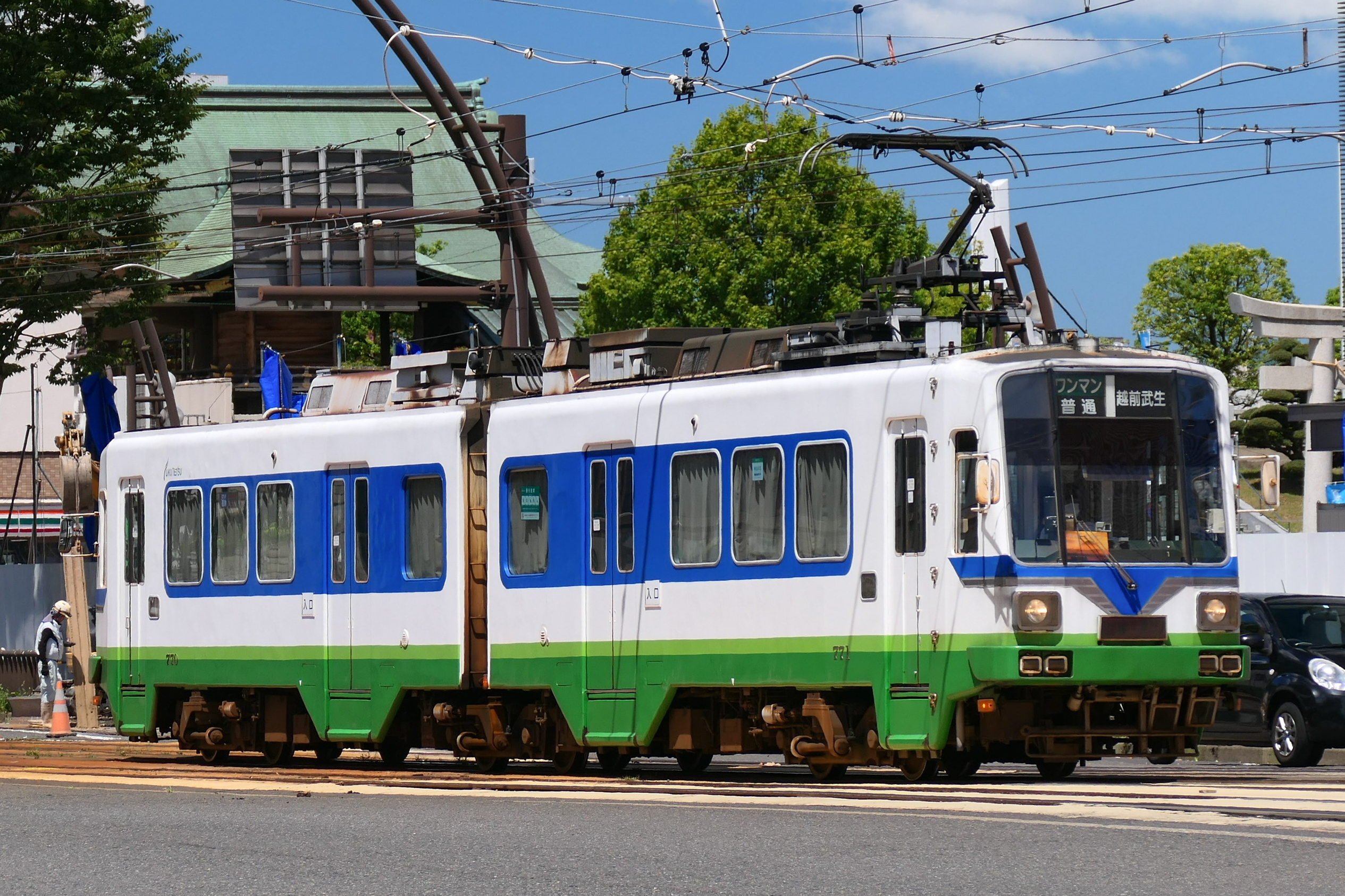
770
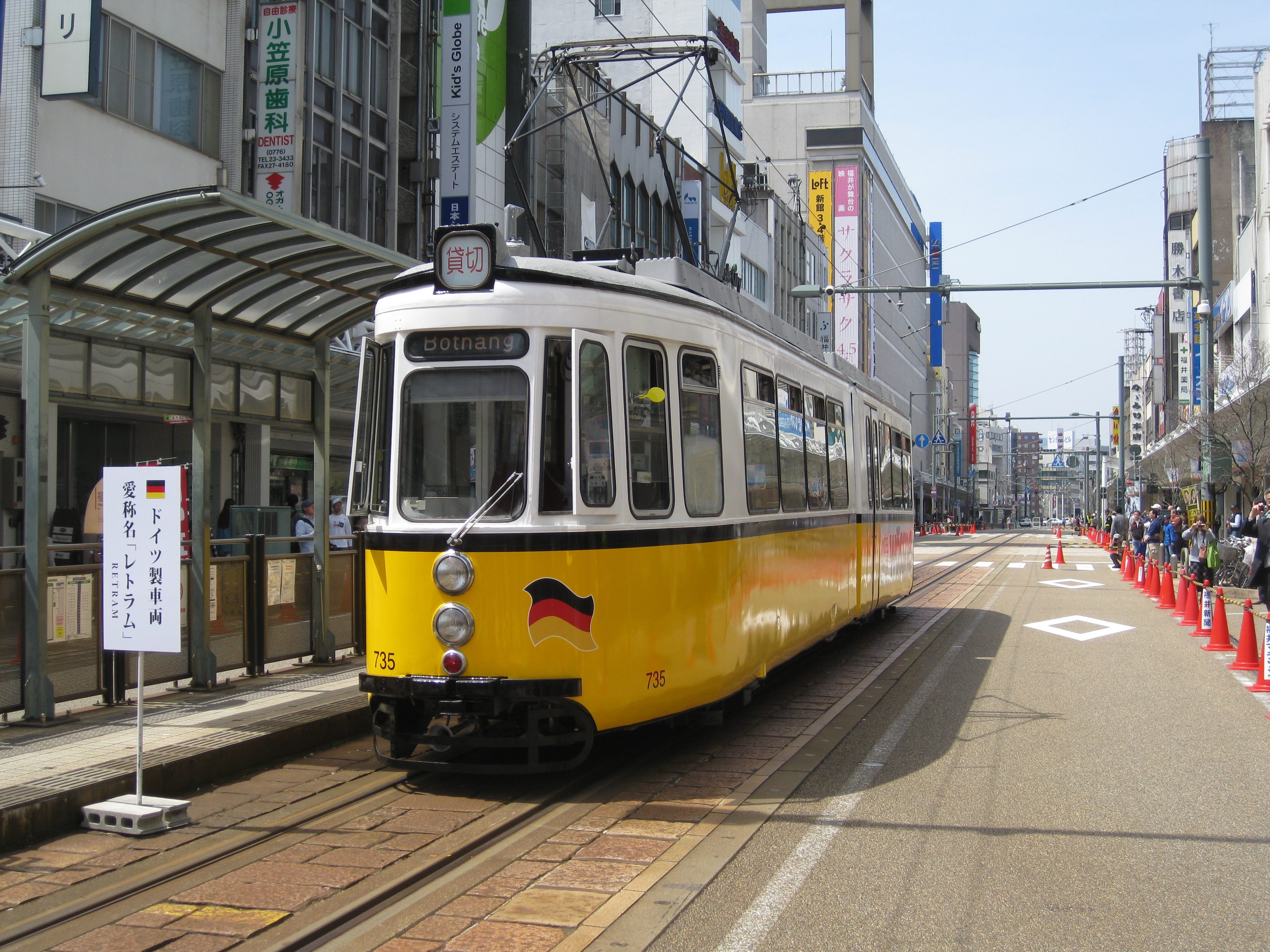
F10 RETRAM（レトラム）
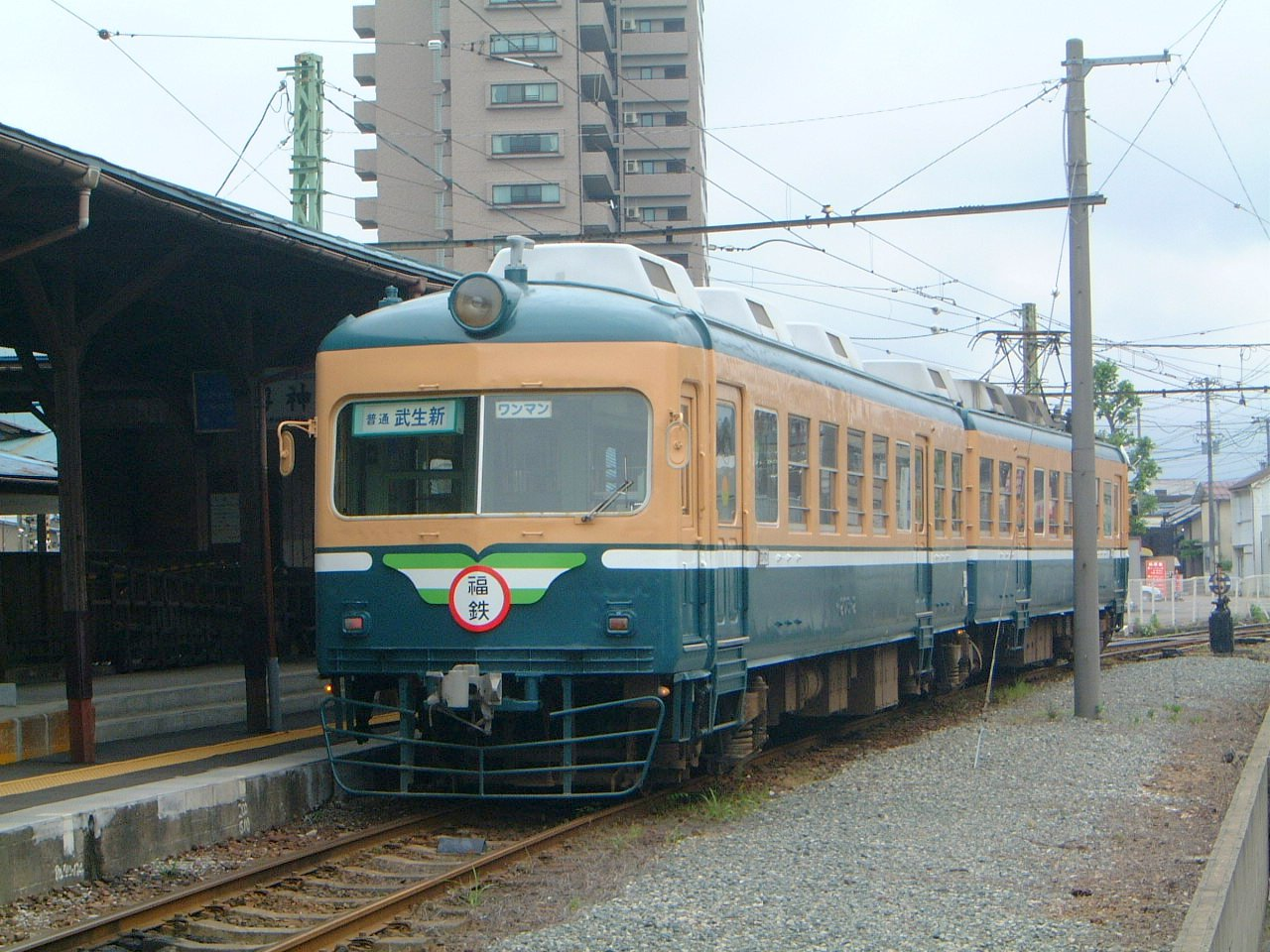
200